# Kératine 3
 (janvier 2018).
Si vous disposez d'ouvrages ou d'articles de référence ou si vous connaissez des sites web de qualité traitant du thème abordé ici, merci de compléter l'article en donnant les références utiles à sa vérifiabilité et en les liant à la section « Notes et références ».
La Kératine 3 aussi appelée cytokératine 3 est une protéine, qui, chez l'humain est encodé par le gène KRT3. 
C'est une cytokératine de type II. Elle est située exclusivement sur le tissu épithélial de la cornée tout comme la kératine 12.
Des mutations dans le gène KRT3 encodant cette protéine est associé a la dystrophie cornéenne de Meesmann.